# Warreella patula
Warreella patula är en orkidéart som beskrevs av Leslie Andrew Garay. Warreella patula ingår i släktet Warreella och familjen orkidéer.
Artens utbredningsområde är Colombia. Inga underarter finns listade i Catalogue of Life.